# 早稲沢温泉
早稲沢温泉（わせざわおんせん）は福島県耶麻郡北塩原村檜原にある温泉。裏磐梯温泉郷に属する。

## 概要
1982年に前年からのボーリングの結果開削された新しめの温泉。翌1983年から供用を開始した。それ以前は猟師の村だったが、これをきっかけにリゾート化が進んだ。
時代が進むにつれ源泉の温度低下や成分変化が顕著になり、2024年現在では1995年に開削された「宝来湯」が主に用いられている。ほとんどの宿が掛け流しである。
桧原湖北岸、西吾妻スカイバレーの入口にあり、白布峠を挟んだ17.8 km先に白布温泉がある。また西吾妻山の登山拠点でもあるうえ、桧原湖は冬は公魚釣りで人気であり、定宿になっているところも多い。
桧原城跡が至近距離にある。明治初期まで周囲は米沢街道の桧原宿であったが、1888年の噴火の際に埋没している。

## 効能
神経痛、筋肉痛、五十肩、冷え性、動脈硬化症、やけど、慢性皮膚病など。

## 温泉街
温泉宿は下記をはじめ8か所にある一方、飲食店などは1 - 2軒と乏しい。裏磐梯地区は高原野菜が売りであり、一部の旅館では直売所の運営も行っている。
またエリア内には「早稲沢浜キャンプ場」というキャンプ場があり、この施設内の足湯に温泉が引かれている。

### 主な温泉施設
- ゆ乃宿 湯流里[10]
- 天然温泉民宿ひばら[11]
- 源泉掛け流し宿 温泉民宿えんどう[12]
- 和風ペンション 温泉 森川荘[13]

## アクセス
- 磐越西線の猪苗代駅または喜多方駅から会津バスで「小野川湖入口」[注 4]下車、乗り継ぎ北塩原村コミュニティバスで「早稲沢」下車[14]。
- 磐越自動車道猪苗代磐梯高原ICから約1時間。